# St. Ninian und St. Chad (Maylands)
St. Ninian und St. Chad ist eine römisch-katholische Kirche des Anglican Use in Maylands, einem Vorort von Perth, Western Australia. Die kleine Saalkirche aus der zweiten Hälfte des 20. Jahrhunderts ist seit der Errichtung des Personalordinariats Unserer Lieben Frau vom Kreuz des Südens am 15. Juni 2012 dessen Hauptkirche. Kirchenpatrone sind der Piktenmissionar Ninian von Whithorn und der Bischof Chad von York.